# Харьковская лингвистическая школа
Харьковская лингвистическая школа (Харьковская школа, Харьковское историко-филологическое общество, ХЛШ) — группа учёных, преимущественно филологов, лингвистов и литературоведов, которую возглавлял Александр Потебня. Термин «Харьковская школа» включает несколько научных традиций, в том числе Харьковскую психологическую школу, Харьковскую школу сравнительно-исторического языкознания, Харьковскую филологическую школу и другие.
Харьковская школа была междисциплинарным центром, где исследовали лингвистическую теорию, печатали учебно-методические материалы, собирали украинский фольклор, выпускали стихи и пьесы, а также говорили о важности украинского языка и культуры.

## История
Вскоре после основания Харьков стал важным интеллектуальным центром Слободской Украины благодаря Харьковскому коллегиуму, где работал Григорий Сковорода. Харьковская лингвистическая школа возникла в Харьковском университете, основанном в 1805 году и превратившимся в передовой образовательный центр Российской империи.
История ХЛШ делится на три периода: ранний (1805—1874), расцвет (1874—1890-е) и поздний (до конца 1930-х). Последующая история ХЛШ вызывает споры: Андрей Даниленко утверждает, что школа прекратила существование в середине 20 века, но была возрождена в независимой Украине, тогда как Татьяна Лисиченко считает, что школа продолжала работу весь советский период.

### Ранний период
Фундамент для Харьковской лингвистической школы подготовили такие филологи как Измаил Срезневский, Пётр Лавровский и Иван Переверзев, работавшие над периодизацией и внутренней классификацией славянских языков, в особенности — над взаимоотношениях между русским, украинским и белорусским языками, которые в то время обычно считались диалектами одного языка. Эти учёные также были в авангарде украинских научных публикаций, они выпускали такие издания как Украинский вестник, Украинский журнал, и статьи, защищавшие самостоятельность и важность украинского языка.
Другими важными предшественниками ХЛШ были первый ректор Харьковского университета Иван Рижский, Илья Тимковский и Иван Орнатовский. Тимковский выпустил первое исследование с периодизацией восточнославянских языков, а «Новейшее начертание правил российской грамматики на началах всеобщей основанных» Орнатовского, вышедшее в 1810 году, содержало трёхчастное разделение языка, схожее с более поздней идеей де Соссюра о language, langue и parole, опубликованной позже. Он считал русский одним из «диалектов славяно-русского языка», равным другим диалектам, что было редкостью в его время.
Многие из этих интеллектуалов изучали украинский фольклор и использовали в своей работе современные им европейские научные теории. К 1830-м годам харьковские филологи осознанно стремились к подъёму украинского национализма, публиковали украинские песни и другие произведения народной словесности. Потебня позже цитировал эти материалы как давшие ему импульс к изучению языка и способствовавшие выбору профессии.

### Расцвет
Расцвет школы начался в 1874 году, когда Александр Потебня стал профессором русского языка и литературы в Харьковском университете. Он создал ХЛШ в 1876 году под именем «Харьковское историко-филологическое общество» и стал его ведущим специалистом. Главной целью Школы была популяризация научных идей в её дисциплинах.
Потебня был междисциплинарным учёным: лингвистом и литературоведом, философом и историком, который на заре карьеры занимался также этнографической работой; основанная им ХЛШ включала множество связанных дисциплин, таких как сравнительное языкознание, психолингвистика, семантика и литературоведение. Потебня работал над поэтикой и философией языка (противопоставляя артикулированные звуки как значению слов, так и методу передачи значений посредством артикуляции), создал крупное систематическое исследование украинской фонетики, предложил теорию ускорения изменения языка благодаря социальным изменениям, что сделало его ведущим специалистом по лингвистической теории в Российской империи, хотя на Западе похожие идеи уже высказывали Вильгельм Гумбольдт и Хейман Штейнталь. Инновационные работы Потебни об истории восточнославянских языков постулировали, что древнерусский язык существовал как единое целое, что доказывалось исследованиями полногласия, развитием носовых гласных, эволюцией сочетаний согласных с ерами, а также рефлексами *dj и *tj; он пришёл к выводу, что древневосточнославянский язык отделился до 11 века. Взгляды Потебни на политический статус украинского языка были неоднозначными: с одной стороны, он оппонировал «ревнителям самостоятельности малорусского языка», а с другой — сожалел о влиянии русского на письменный украинский. Несмотря на это, он продвигал украинское образование и создал «Руководство к обучению грамоте, составленное для малоруських воскресных школ» (1899), Букварь (1862) и учебник (1899; он был опубликован только после смерти Потебни из-за запрета воскресных школ в 1862 году).
Ближайший ученик и последователь Потебни, Александр Попов, написал всего одну книгу, «Сравнительный синтаксис именительного, звательного и винительного падежей в Санскрите, Зенде, Греч., Лат., Литов., Латыш. и Славянских наречиях», но она имела большое влияние на Вадима Крысько, который положил идеи Попова в основу своей книги о синтаксисе русского языка. Другие последователи Потебни — Николай Сумцов, Василий Харциев и Алексей Ветухов.

### Поздний период
Поздняя история школы вызывает споры. Одна из исследовательниц истории ХЛШ, Ольга Черемска, считает всех лингвистов и литературоведов Харьковского университета членами школы, с чем не согласен лингвист Андрей Даниленко. В любом случае в первой трети XX века ХЛШ постепенно растеряла влияние из-за политических репрессий в адрес её членов и идеологической несовместимости с советским правительством.
В период конца XIX—начала XX века представителями школы считаются Митрофан Колосов, Марин Дринов, Михаил Халанский, компаративист и семантист Дмитрий Овсянико-Куликовский, в более поздний период — Юрий Шевелёв. К ХЛШ также иногда относят Алексея Синявского, активиста за кодификацию украинского языка, чей умеренный подход контрастировал с киевскими пуристами, такими как Елена Курило, и автор исследований по славянской акцентологии, лингвист Леонид Булаховский. Татьяна Лисиченко указывает в числе членов школы множество более поздних учёных, утверждая, что они продолжили работу Потебни. Согласно ей, ХЛШ продолжала существовать в трудах Фёдора Медведева, Александра Финкеля, Петра Вербицкого, Лидии Лисиченко, Алёны Олексенко, Петра Редина и других.

### Возрождение
Школа была возрождена в 1991 году после распада СССР группой украинских лингвистов, среди которых Анатолий Ивченко, Андрей Даниленко, Леонид Ушкалов и Сергей Вакуленко; она базируется в Харьковском педагогическом университете.

## Комментарии
1. ↑  Новѣйшее начертаніе правилъ Российской грамматики, на началахъ всеобщей основанныхъ
2. ↑  укр. Харківське історико-філологічне товариство
3. ↑  укр. Олексенко Олена Андріївна